# Domenico Rao
Domenico Rao (Catania, 11 giugno 1977) è un ex velocista italiano, specializzato nei 400 metri piani.

## Biografia
Iniziò la pratica dell'atletica leggera con la Libertas Catania, allenato da Filippo Di Mulo. Nel 1998 si mette in luce con un 47"09 ai Campionati Italiani Universitari di Formia.
Il miglior risultato della sua carriera è la medaglia d'oro conquistata nella staffetta 4×400 metri ai Campionati europei indoor di atletica leggera a Torino nel 2009, assieme a Jacopo Marin, Matteo Galvan e Claudio Licciardello, seguita dalla medaglia d'argento ottenuta ai Mondiali Militari di Atene (indoor), sui 400m.

## Palmarès
| Anno | Manifestazione          | Sede    | Evento  | Risultato | Prestazione | Note |
| ---- | ----------------------- | ------- | ------- | --------- | ----------- | ---- |
| 2009 | Europei indoor          | Torino  | 4×400 m | Oro       | 3'06"68     |      |
| 2009 | Giochi del Mediterraneo | Pescara | 4×400 m | 5º        | 3'06"66     |      |

## Campionati nazionali
2006
- Oro ai campionati italiani assoluti, staffetta 4x400 m - 3'12"53
- Argento ai campionati italiani assoluti indoor, staffetta 4x1 giro - 1'28"20

2007
- Oro ai campionati italiani assoluti, staffetta 4x400 m - 3'11"91
- Argento ai campionati italiani assoluti indoor, staffetta 4x1 giro - 1'27"81

2008
- Oro ai campionati italiani assoluti, staffetta 4x400 m - 3'09"71